# Djamel Bakar
Djamel Bakar (ur. 6 kwietnia 1989 w Marsylii) – komoryjski piłkarz występujący na pozycji pomocnika.

## Kariera klubowa
Bakar zawodową karierę rozpoczynał w sezonie 2006/2007 w klubie AS Monaco. W Ligue 1 zadebiutował 14 kwietnia 2007 w zremisowanym 0:0 meczu z FC Lorient, a 10 maja 2008 w wygranym 3:0 spotkaniu z AJ Auxerre strzelił swojego pierwszego gola w tych rozgrywkach. Przez dwa lata w barwach Monaco Bakar rozegrał 29 spotkań i zdobył jedną bramkę. W sierpniu 2009 roku odszedł do innego pierwszoligowego zespołu – AS Nancy. Pierwszy ligowy mecz rozegrał tam 12 września 2009 przeciwko Toulouse FC (0:0). Graczem Nancy był do 2013 roku.
Następnie przeszedł do także pierwszoligowego Montpellier HSC, którego barwy reprezentował przez trzy lata. Kolejnymi klubami Bakara były: belgijski Royal Charleroi, francuski Tours FC oraz luksemburski F91 Dudelange.
| Sezon   | Klub            | Kraj       | Rozgrywki         | Mecze | Bramki |
| ------- | --------------- | ---------- | ----------------- | ----- | ------ |
| 2006/07 | AS Monaco       | Francja    | Ligue 1           | 2     | 0      |
| 2007/08 | AS Monaco       | Francja    | Ligue 1           | 17    | 1      |
| 2008/09 | AS Monaco       | Francja    | Ligue 1           | 6     | 0      |
| 2009/10 | AS Monaco       | Francja    | Ligue 1           | 4     | 0      |
| 2009/10 | AS Nancy        | Francja    | Ligue 1           | 32    | 2      |
| 2010/11 | AS Nancy        | Francja    | Ligue 1           | 19    | 1      |
| 2011/12 | AS Nancy        | Francja    | Ligue 1           | 34    | 4      |
| 2012/13 | AS Nancy        | Francja    | Ligue 1           | 35    | 5      |
| 2013/14 | Montpellier HSC | Francja    | Ligue 1           | 13    | 1      |
| 2014/15 | Montpellier HSC | Francja    | Ligue 1           | 14    | 1      |
| 2015/16 | Montpellier HSC | Francja    | Ligue 1           | 6     | 0      |
| 2016/17 | Royal Charleroi | Belgia     | Eerste klasse     | 15    | 2      |
| 2017/18 | Tours FC        | Francja    | Ligue 2           | 7     | 0      |
| 2018/19 | F91 Dudelange   | Luksemburg | Nationaldivisioun | 0     | 0      |

## Kariera reprezentacyjna
Bakar występował w reprezentacji Francji U-19, U-20 oraz U-21.
24 marca 2016 zadebiutował w reprezentacji Komorów, w wygranym 1:0 meczu kw. do PNA 2017 z Botswaną. Z kolei 15 listopada 2016 w zremisowanym 1:1 towarzyskim spotkaniu z Gabonem strzelił swojego pierwszego gola w kadrze.